# Mike Bryan
Michael Carl (Mike) Bryan (Camarillo, 29 april 1978) is een voormalig toptennisser uit de Verenigde Staten van Amerika. Hij was gespecialiseerd in het dubbelspel. Samen met zijn tweelingbroer Bob Bryan vormde hij een van de beste dubbelspelduo's uit de tennisgeschiedenis. Tussen 2005 en 2006 behaalden zij zeven keer op rij de finale van een grandslamtoernooi, een record in het open tijdperk.
Hoewel Mike en Bob al hun hele carrière samen speelden, behaalde Mike in 2002 twee titels (Bob probeerde zich op dat ogenblik te kwalificeren voor het enkelspel van Wimbledon en het US Open) en in 2018 drie titels met een andere partner.
Bob en Mike zijn de zoons van Kathy Blake, een voormalig tennisspeelster, en Wayne Bryan, een tennistrainer. Bob is twee minuten jonger dan zijn tweelingbroer. Zij studeerden beiden aan de Universiteit van Stanford. Op de baan zijn ze het best uit elkaar te houden: Bob speelt linkshandig, Mike rechtshandig.
In 1996 behaalden Bob en Mike hun eerste grote succes door het US Open voor junioren te winnen – zij versloegen in de finale Daniele Bracciali en Jocelyn Robichaud.
Bob en Mike kwamen voor het eerst uit in de Davisbeker voor de Verenigde Staten in 2003. Zij speelden in het dubbelspel 22 wedstrijden waarvan zij er twintig wonnen.
Naast de baan tonen de broers graag hun muzikaal talent – hun groep heet de Bryan Bros Band.

## Gewonnen titels

### Mannendubbelspel
| Legenda: mannendubbelspel |
| Grandslam (18)            |
| Tennis Masters Cup (5)    |
| Olympisch goud (1)        |
| ATP Masters Series (37)   |
| ATP-tour (58)             |

| nr.  | datum      | toernooi                  | ondergrond    | tegenstanders                             | score                   |
| ---- | ---------- | ------------------------- | ------------- | ----------------------------------------- | ----------------------- |
| 1.   | 26/02/2001 | ATP Memphis               | Hardcourt     | Alex O'Brien Jonathan Stark               | 6-3, 7-6                |
| 2.   | 18/06/2001 | ATP Queen's               | Gras          | Eric Taino David Wheaton                  | 6-3, 3-6, 6-1           |
| 3.   | 16/07/2001 | ATP Newport               | Gras          | André Sá Glenn Weiner                     | 6-3, 7-5                |
| 4.   | 30/07/2001 | ATP Los Angeles           | Hardcourt     | Andy Roddick Jan-Michael Gambill          | 7-5, 7-6                |
| 5.   | 04/03/2002 | ATP Acapulco              | Gravel        | Martin Damm David Rikl                    | 6-3, 3-6, 6-2           |
| 6.   | 11/03/2002 | ATP Scottsdale            | Hardcourt     | Mark Knowles Daniel Nestor                | 7-5, 7-6                |
| 7.   | 15/07/2002 | ATP Newport (2)           | Gras          | Jürgen Melzer Alexander Popp              | 7-5, 6-3                |
| 8.   | 05/08/2002 | ATP Toronto               | Hardcourt     | Mark Knowles Daniel Nestor                | 4-6, 7-6, 6-3           |
| 9.   | 28/10/2002 | ATP Bazel                 | Tapijt        | Mark Knowles Daniel Nestor                | 7-6, 7-5                |
| 10.  | 28/04/2003 | ATP Barcelona             | Gravel        | Chris Haggard Robbie Koenig               | 6-4, 6-3                |
| 11.  | 09/06/2003 | Roland Garros (1)         | Gravel        | Paul Haarhuis Jevgeni Kafelnikov          | 7-6, 6-3                |
| 12.  | 23/06/2003 | ATP Nottingham            | Gras          | Joshua Eagle Jared Palmer                 | 7-6, 4-6, 7-6           |
| 13.  | 18/08/2003 | ATP Cincinnati            | Hardcourt     | Wayne Arthurs Paul Hanley                 | 7-5, 7-6                |
| 14.  | 15/11/2003 | Tennis Masters Cup (1)    | Hardcourt (i) | Michaël Llodra Fabrice Santoro            | 6-7, 6-3, 3-6, 7-6, 6-4 |
| 15.  | 12/01/2004 | ATP Adelaide              | Hardcourt     | Arnaud Clément Michaël Llodra             | 7-5, 6-3                |
| 16.  | 23/02/2004 | ATP Memphis (2)           | Hardcourt     | Jeff Coetzee Chris Haggard                | 6–3, 6–4                |
| 17.  | 08/03/2004 | ATP Acapulco (2)          | Gravel        | Nicolás Massú Juan Ignacio Chela          | 6-2, 6–4                |
| 18.  | 14/06/2004 | ATP Queen's (2)           | Gras          | Mark Knowles Daniel Nestor                | 6-4, 6–4                |
| 19.  | 19/07/2004 | ATP Los Angeles (2)       | Hardcourt     | Wayne Arthurs Paul Hanley                 | 6-3, 7-6                |
| 20.  | 01/11/2004 | ATP Bazel (2)             | Gravel        | Lucas Arnold Ker Mariano Hood             | 7-6, 6-2                |
| 21.  | 21/11/2004 | Tennis Masters Cup (2)    | Hardcourt (i) | Wayne Black Kevin Ullyett                 | 4-6, 7-5, 6-4, 6-2      |
| 22.  | 28/02/2005 | ATP Scottsdale (2)        | Hardcourt     | Wayne Arthurs Paul Hanley                 | 7-5, 6-4                |
| 23.  | 13/06/2005 | ATP Queen's (3)           | Gras          | Jonas Björkman Maks Mirni                 | 7-6, 7-6                |
| 24.  | 08/08/2005 | ATP Washington            | Hardcourt     | Wayne Black Kevin Ullyett                 | 6-4, 6-2                |
| 25.  | 12/09/2005 | US Open (1)               | Hardcourt     | Jonas Björkman Maks Mirni                 | 6-1, 6-4                |
| 26.  | 07/11/2005 | ATP Parijs                | Tapijt        | Mark Knowles Daniel Nestor                | 6-4, 6-7, 6-4           |
| 27.  | 30/01/2006 | Australian Open (1)       | Hardcourt     | Leander Paes Martin Damm                  | 4-6, 6-3, 6-4           |
| 28.  | 06/03/2006 | ATP Las Vegas             | Hardcourt     | Jaroslav Levinský Robert Lindstedt        | 6-3, 6-2                |
| 29.  | 10/07/2006 | Wimbledon (1)             | Gras          | Fabrice Santoro Nenad Zimonjić            | 6-3, 4-6, 6-4, 6-2      |
| 30.  | 31/07/2006 | ATP Los Angeles (3)       | Hardcourt     | Eric Butorac Jamie Murray                 | 6-2, 6-4                |
| 31.  | 07/08/2006 | ATP Washington (2)        | Hardcourt     | Paul Hanley Kevin Ullyett                 | 6-3, 5-7, [10-3]        |
| 32.  | 14/08/2006 | ATP Toronto (2)           | Hardcourt     | Paul Hanley Kevin Ullyett                 | 6-3, 7-5                |
| 33.  | 23/10/2006 | ATP Madrid                | Hardcourt     | Mark Knowles Daniel Nestor                | 7-5, 6-4                |
| 34.  | 29/01/2007 | Australian Open (2)       | Hardcourt     | Jonas Björkman Maks Mirni                 | 7-5, 7-5                |
| 35.  | 05/03/2007 | ATP Las Vegas (2)         | Hardcourt     | Jonathan Erlich Andy Ram                  | 7-6, 6-2                |
| 36.  | 02/04/2007 | ATP Miami                 | Hardcourt     | Leander Paes Martin Damm                  | 6-7, 6-3, [10-7]        |
| 37.  | 16/04/2007 | ATP Houston               | Gravel        | Mark Knowles Daniel Nestor                | 7-6, 6-4                |
| 38.  | 23/04/2007 | ATP Monte Carlo (1)       | Gravel        | Julien Benneteau Richard Gasquet          | 6-2, 6-1                |
| 39.  | 21/05/2007 | ATP Hamburg               | Gravel        | Paul Hanley Kevin Ullyett                 | 6-3, 6-4                |
| 40.  | 22/07/2007 | ATP Los Angeles (4)       | Hardcourt     | Scott Lipsky David Martin                 | 7-6, 6-2                |
| 41.  | 05/08/2007 | ATP Washington (3)        | Hardcourt     | Jonathan Erlich Andy Ram                  | 7-6, 3-6, [10-7]        |
| 42.  | 21/10/2007 | ATP Madrid (2)            | Hardcourt     | Mariusz Fyrstenberg Marcin Matkowski      | 6-3, 7-6                |
| 43.  | 28/10/2007 | ATP Bazel (3)             | Hardcourt     | James Blake Mark Knowles                  | 6-1, 6-1                |
| 44.  | 04/11/2007 | ATP Parijs (2)            | Tapijt        | Daniel Nestor Nenad Zimonjić              | 6-3, 7-6                |
| 45.  | 05/04/2008 | ATP Miami (2)             | Hardcourt     | Mahesh Bhupathi Mark Knowles              | 6-2, 6-2                |
| 46.  | 04/05/2008 | ATP Barcelona (2)         | Gravel        | Mariusz Fyrstenberg Marcin Matkowski      | 6-3, 6-2                |
| 47.  | 11/05/2008 | ATP Rome                  | Gravel        | Daniel Nestor Nenad Zimonjić              | 3-6, 6-4, [10-8]        |
| 48.  | 03/08/2008 | ATP Cincinnati (2)        | Hardcourt     | Jonathan Erlich Andy Ram                  | 4-6, 7-6, [10-7]        |
| 49.  | 05/09/2008 | US Open (2)               | Hardcourt     | Lukáš Dlouhý Leander Paes                 | 7-6, 7-6                |
| 50.  | 17/01/2009 | ATP Sydney                | Hardcourt     | Daniel Nestor Nenad Zimonjić              | 6-1, 7-6                |
| 51.  | 31/01/2009 | Australian Open (3)       | Hardcourt     | Mahesh Bhupathi Mark Knowles              | 2-6, 7-5, 6-0           |
| 52.  | 01/03/2009 | ATP Delray Beach (1)      | Hardcourt     | Marcelo Melo André Sá                     | 6-4, 6-4                |
| 53.  | 11/04/2009 | ATP Houston (2)           | Gravel        | Jesse Levine Ryan Sweeting                | 6-1, 6-2                |
| 54.  | 02/08/2009 | ATP Los Angeles (5)       | Hardcourt     | Benjamin Becker Frank Moser               | 6-4, 7-6                |
| 55.  | 11/10/2009 | ATP Peking                | Hardcourt     | Mark Knowles Andy Roddick                 | 6-4, 6-2                |
| 56.  | 22/11/2009 | ATP World Tour Finals (3) | Hardcourt (i) | Maks Mirni Andy Ram                       | 7-5, 6-3                |
| 57.  | 30/01/2010 | Australian Open (4)       | Hardcourt     | Daniel Nestor Nenad Zimonjić              | 6-3, 6-7, 6-3           |
| 58.  | 28/02/2010 | ATP Delray Beach (2)      | Hardcourt     | Philipp Marx Igor Zelenay                 | 6-3, 7-6                |
| 59.  | 10/04/2010 | ATP Houston (3)           | Gravel        | Stephen Huss Wesley Moodie                | 6-3, 7-5                |
| 60.  | 02/05/2010 | ATP Rome (2)              | Gravel        | John Isner Sam Querrey                    | 6-2, 6-3                |
| 61.  | 16/05/2010 | ATP Madrid (3)            | Gravel        | Daniel Nestor Nenad Zimonjić              | 6-3, 6-4                |
| 62.  | 01/08/2010 | ATP Los Angeles (6)       | Hardcourt     | Eric Butorac Jean-Julien Rojer            | 6-7, 6-2, [10-7]        |
| 63.  | 15/08/2010 | ATP Toronto (3)           | Hardcourt     | Julien Benneteau Michaël Llodra           | 7-5, 6-3                |
| 64.  | 22/08/2010 | ATP Cincinnati (3)        | Hardcourt     | Mahesh Bhupathi Maks Mirni                | 6-3, 6-4                |
| 65.  | 10/09/2010 | US Open (3)               | Hardcourt     | Rohan Bopanna Aisam-ul-Haq Qureshi        | 7–6, 7–6                |
| 66.  | 10/10/2010 | ATP Peking (2)            | Hardcourt     | Mariusz Fyrstenberg Marcin Matkowski      | 6–1, 7–6                |
| 67.  | 07/11/2010 | ATP Bazel (4)             | Hardcourt     | Daniel Nestor Nenad Zimonjić              | 6–3, 3–6, [10-3]        |
| 68.  | 29/01/2011 | Australian Open (5)       | Hardcourt     | Mahesh Bhupathi Leander Paes              | 6–3, 6–4                |
| 69.  | 09/04/2011 | ATP Houston (4)           | Gravel        | John Isner Sam Querrey                    | 6–7, 6–2, [10-5]        |
| 70.  | 17/04/2011 | ATP Monte Carlo (2)       | Gravel        | Juan Ignacio Chela Bruno Soares           | 6–3, 6–2                |
| 71.  | 08/05/2011 | ATP Madrid (4)            | Gravel        | Michaël Llodra Nenad Zimonjić             | 6–3, 6–3                |
| 72.  | 13/06/2011 | ATP Queen's (4)           | Gras          | Mahesh Bhupathi Leander Paes              | 6–7, 7–6, [10-6]        |
| 73.  | 02/07/2011 | Wimbledon (2)             | Gras          | Robert Lindstedt Horia Tecău              | 6–3, 6–4, 7–6           |
| 74.  | 30/10/2011 | ATP Wenen                 | Hardcourt     | Maks Mirni Daniel Nestor                  | 7–6, 6–3                |
| 75.  | 06/11/2011 | ATP Valencia              | Hardcourt     | Eric Butorac Jean-Julien Rojer            | 6–4, 7–6                |
| 76.  | 14/01/2012 | ATP Sydney (2)            | Hardcourt     | Jarkko Nieminen Matthew Ebden             | 6–1, 6–4                |
| 77.  | 22/04/2012 | ATP Monte Carlo (3)       | Gravel        | Maks Mirni Daniel Nestor                  | 6-2, 6-3                |
| 78.  | 26/05/2012 | ATP Nice                  | Gravel        | Oliver Marach Filip Polášek               | 7-6, 6-3                |
| 79.  | 08/08/2012 | Olympische spelen         | Grass         | Michaël Llodra Jo-Wilfried Tsonga         | 6–4, 7–6                |
| 80.  | 12/08/2012 | ATP Toronto (4)           | Hard          | Marcel Granollers Marc López              | 6–1, 4–6, [12–10]       |
| 81.  | 07/09/2012 | US Open (4)               | Hard          | Leander Paes Radek Štěpánek               | 6–3, 6–4                |
| 82.  | 01/10/2012 | ATP Peking                | Hardcourt     | Carlos Berlocq Denis Istomin              | 6-3, 6-2                |
| 83.  | 07/01/2013 | ATP Sydney                | Hardcourt     | Maks Mirni Horia Tecău                    | 6-4, 6-4                |
| 84.  | 14/01/2013 | Australian Open (6)       | Hardcourt     | Robin Haase Igor Sijsling                 | 6-3, 6-4                |
| 85.  | 24/02/2013 | ATP Memphis               | Hardcourt (i) | James Blake Jack Sock                     | 6-1, 6-2                |
| 86.  | 17/03/2013 | ATP Indian Wells          | Hardcourt     | Treat Huey Jerzy Janowicz                 | 6-3, 3-6, [10-6]        |
| 87.  | 12/05/2013 | ATP Madrid                | Gravel        | Alexander Peya Bruno Soares               | 6-2, 6-3                |
| 88.  | 19/05/2013 | ATP Rome                  | Gravel        | Mahesh Bhupathi Rohan Bopanna             | 6-2, 6-3                |
| 89.  | 09/06/2013 | Roland Garros (2)         | Gravel        | Michaël Llodra Nicolas Mahut              | 6–4, 4-6, 7-6           |
| 90.  | 09/06/2013 | ATP Londen                | Gras          | Alexander Peya Bruno Soares               | 4–6, 7-5, [10-3]        |
| 91.  | 07/07/2013 | Wimbledon (3)             | Gras          | Ivan Dodig Marcelo Melo                   | 3–6, 6-3, 6-4, 6-4      |
| 92.  | 18/08/2013 | ATP Cincinnati            | Hardcourt     | Marcel Granollers Marc López              | 6-4, 4-6, [10-4]        |
| 93.  | 03/11/2013 | ATP Parijs                | Hardcourt (i) | Alexander Peya Bruno Soares               | 6-3, 6-3                |
| 94.  | 23/02/2014 | ATP Delray Beach (3)      | Hardcourt     | František Čermák Michail Jelgin           | 6-2, 6-3                |
| 95.  | 16/03/2013 | ATP Indian Wells          | Hardcourt     | Alexander Peya Bruno Soares               | 6-4, 6-3                |
| 96.  | 30/03/2014 | ATP Miami                 | Hardcourt     | Juan Sebastián Cabal Robert Farah Maksoud | 7-6, 6-4                |
| 97.  | 13/04/2014 | ATP Houston               | Gravel        | David Marrero Fernando Verdasco           | 4-6, 6-4, 11-9          |
| 98.  | 20/04/2014 | ATP Monte Carlo (4)       | Gravel        | Ivan Dodig Marcelo Melo                   | 6-3, 3-6, [10-8]        |
| 99.  | 14/08/2014 | ATP Cincinnati            | Hardcourt     | Vasek Pospisil Jack Sock                  | 6-3, 6-2                |
| 100. | 08/09/2014 | US Open (5)               | Hardcourt     | Marcel Granollers Marc López              | 6–3, 6–4                |
| 101. | 12/10/2014 | ATP Shanghai              | Hardcourt     | Julien Benneteau Édouard Roger-Vasselin   | 6-3, 7-6                |
| 102. | 02/11/2014 | ATP Parijs                | Hardcourt (i) | Jürgen Melzer Marcin Matkowski            | 6-3, 6-3                |
| 103. | 16/11/2014 | ATP World Tour Finals (4) | Hardcourt (i) | Ivan Dodig Marcelo Melo                   | 6-7, 6-2, [10-7]        |
| 104. | 22/02/2015 | ATP Delray Beach (4)      | Hardcourt     | Raven Klaasen Leander Paes                | 6-3, 3-6, [10-6]        |
| 105. | 05/04/2014 | ATP Miami                 | Hardcourt     | Vasek Pospisil Jack Sock                  | 6-3, 1-6, [10-8]        |
| 106. | 19/04/2015 | ATP Monte Carlo (5)       | Gravel        | Simone Bolelli Fabio Fognini              | 7-6, 6-1                |
| 107. | 02/08/2015 | ATP Atlanta               | Hardcourt     | Colin Fleming Gilles Müller               | 4-6, 7-6, [10-4]        |
| 108. | 09/08/2015 | ATP Washington            | Hardcourt     | Ivan Dodig Marcelo Melo                   | 6-4, 6-2                |
| 109. | 16/08/2015 | ATP Toronto               | Hardcourt     | Daniel Nestor Édouard Roger-Vasselin      | 7–6, 3–6, [10–6]        |
| 110. | 09/04/2016 | ATP Houston               | Gravel        | Víctor Estrella Burgos Santiago González  | 4-6, 6-3, [10-8]        |
| 111. | 24/04/2016 | ATP Barcelona (3)         | Gravel        | Pablo Cuevas Marcel Granollers            | 7-5, 7-5                |
| 112. | 19/05/2016 | ATP Rome (2)              | Gravel        | Vasek Pospisil Jack Sock                  | 2-6, 6-3, [10-7]        |
| 113. | 30/06/2017 | ATP Eastbourne            | Gras          | Rohan Bopanna André Sá                    | 7-6, 6-4                |
| 114. | 30/07/2017 | ATP Atlanta               | Hardcourt     | Wesley Koolhof Artem Sitak                | 6-3, 6-4                |
| 115. | 31/03/2018 | ATP Miami (5)             | Hardcourt     | Karen Chatsjanov Andrej Roebljov          | 4-6, 7-6, [10-4]        |
| 116. | 22/04/2018 | ATP Monte Carlo (6)       | Gravel        | Oliver Marach Mate Pavić                  | 7-6, 6-3                |
| 117. | 14/07/2018 | Wimbledon (4)             | Gras          | Raven Klaasen Michael Venus               | 6–3, 6-7, 6-3, 5-7, 7-5 |
| 118. | 07/09/2018 | US Open (5)               | Hardcourt     | Łukasz Kubot Marcelo Melo                 | 6–3, 6–1                |
| 119. | 18/11/2018 | ATP Finals (5)            | Hardcourt (i) | Pierre-Hugues Herbert Nicolas Mahut       | 5-7, 6-1, [13-11]       |
| 120. | 24/02/2019 | ATP Delray Beach (5)      | Hardcourt     | Ken Skupski Neal Skupski                  | 7-6, 6-4                |
| 121. | 23/02/2020 | ATP Delray Beach (6)      | Hardcourt     | Luke Bambridge Ben McLachlan              | 3-6, 7-5, [10-5]        |

### Gemengd dubbelspel
| #  | Datum      | Toernooi      | Ondergrond | Partner               | Verliezend finalisten              | Uitslag  |
| -- | ---------- | ------------- | ---------- | --------------------- | ---------------------------------- | -------- |
| 1. | 26/08/2002 | US Open       | Hardcourt  | Lisa Raymond          | Katarina Srebotnik Bob Bryan       | 7-6, 7-6 |
| 2. | 26/05/2003 | Roland Garros | Gravel     | Lisa Raymond          | Jelena Lichovtseva Mahesh Bhupathi | 6-3, 6-4 |
| 3. | 07/09/2012 | Wimbledon     | Gras       | Lisa Raymond          | Jelena Vesnina Leander Paes        | 6-3, 6-4 |
| 4. | 05/06/2015 | Roland Garros | Gravel     | Bethanie Mattek-Sands | Lucie Hradecká Marcin Matkowski    | 7-6, 6-1 |

## Resultaten op de grote toernooien
| Legenda | Legenda                          |
| ------- | -------------------------------- |
| g.t.    | geen toernooi gehouden           |
| l.c.    | lagere categorie                 |
| –       | niet deelgenomen                 |
| G       | uitgeschakeld in de groepsfase   |
| 1R      | uitgeschakeld in de eerste ronde |
| 2R      | uitgeschakeld in de tweede ronde |
| 3R      | uitgeschakeld in de derde ronde  |
| 4R      | uitgeschakeld in de vierde ronde |
| KF      | uitgeschakeld in de kwartfinale  |
| HF      | uitgeschakeld in de halve finale |
| F       | de finale verloren               |
| W       | het toernooi gewonnen            |
| w-v     | winst/verlies-balans             |

### Enkelspel
| Toernooi        | 2001 |
| --------------- | ---- |
| Australian Open | –    |
| Roland Garros   | –    |
| Wimbledon       | –    |
| US Open         | 1R   |

### Mannendubbelspel
| Grandslamtoernooien  |      |      |      |      |      |      |      |      |      |      |      |      |      |      |      |      |      |      |      |      |      |      |      |      |      |      |
| Australian Open      | –    | –    | –    | –    | –    | 1R   | 1R   | KF   | 3R   | F    | F    | W    | W    | KF   | W    | W    | W    | F    | W    | 3R   | 3R   | 3R   | F    | HF   | KF   | 3R   |
| Roland Garros        | –    | –    | –    | –    | 2R   | 2R   | 2R   | KF   | W    | HF   | F    | F    | KF   | KF   | HF   | 2R   | HF   | F    | W    | KF   | F    | F    | 2R   | 1R   | 3R   |      |
| Wimbledon            | –    | –    | –    | –    | 3R   | 1R   | HF   | HF   | KF   | 3R   | F    | W    | F    | HF   | F    | KF   | W    | HF   | W    | F    | KF   | KF   | 2R   | W    | 3R   |      |
| US Open              | 1R   | 1R   | 1R   | 1R   | 1R   | KF   | 2R   | HF   | F    | 3R   | W    | 3R   | KF   | W    | HF   | W    | 1R   | W    | HF   | W    | 1R   | KF   | HF   | W    | 3R   |      |
| ATP Finals           |      |      |      |      |      |      |      |      |      |      |      |      |      |      |      |      |      |      |      |      |      |      |      |      |      |      |
| ATP Finals           | –    | –    | –    | –    | –    | –    | –    | –    | W    | W    | HF   | G    | –    | F    | W    | HF   | HF   | G    | W    | W    | HF   | HF   | G    | W    | –    |      |
| ATP Masters 1000     |      |      |      |      |      |      |      |      |      |      |      |      |      |      |      |      |      |      |      |      |      |      |      |      |      |      |
| Indian Wells         | –    | –    | –    | –    | KF   | 1R   | 1R   | KF   | F    | 2R   | HF   | F    | 1R   | KF   | HF   | 1R   | 2R   | KF   | W    | W    | KF   | KF   | 1R   | F    | 2R   |      |
| Miami                | –    | –    | –    | –    | KF   | 3R   | KF   | 3R   | HF   | HF   | 1R   | F    | W    | W    | HF   | KF   | 2R   | HF   | 1R   | W    | W    | HF   | HF   | W    | W    |      |
| Monte Carlo          | –    | –    | –    | –    | –    | –    | –    | 1R   | KF   | –    | F    | –    | W    | KF   | F    | KF   | W    | W    | F    | W    | W    | 2R   | 2R   | W    | –    |      |
| Madrid               | l.c. | l.c. | l.c. | l.c. | l.c. | l.c. | l.c. | HF   | 1R   | F    | 1R   | W    | W    | KF   | 2R   | W    | W    | 2R   | W    | F    | 2R   | KF   | KF   | F    | 1R   |      |
| Rome                 | –    | –    | –    | –    | –    | –    | KF   | 1R   | 2R   | HF   | F    | KF   | F    | W    | F    | W    | KF   | KF   | W    | HF   | 2R   | W    | HF   | –    | KF   |      |
| Hamburg              | –    | –    | –    | –    | –    | –    | 2R   | 1R   | HF   | F    | KF   | HF   | W    | F    | l.c. | l.c. | l.c. | l.c. | l.c. | l.c. | l.c. | l.c. | l.c. | l.c. | l.c. | l.c. |
| Montreal/Toronto     | –    | –    | –    | –    | –    | –    | 2R   | W    | HF   | 2R   | HF   | F    | HF   | F    | HF   | W    | F    | W    | KF   | 2R   | W    | KF   | KF   | KF   | KF   |      |
| Cincinnati           | –    | –    | 1R   | –    | 1R   | 1R   | KF   | KF   | W    | 2R   | 2R   | F    | F    | W    | F    | W    | HF   | HF   | W    | W    | KF   | HF   | KF   | 2R   | 2R   |      |
| Stuttgart            | –    | –    | –    | –    | –    | –    | 2R   | l.c. | l.c. | l.c. | l.c. | l.c. | l.c. | l.c. | l.c. | l.c. | l.c. | l.c. | l.c. | l.c. | l.c. | l.c. | l.c. | l.c. | l.c. | l.c. |
| Shanghai             | l.c. | l.c. | l.c. | l.c. | l.c. | l.c. | l.c. | l.c. | l.c. | l.c. | l.c. | l.c. | l.c. | l.c. | KF   | HF   | KF   | 2R   | HF   | W    | 2R   | HF   | –    | 2R   | –    |      |
| Parijs               | –    | –    | –    | –    | –    | –    | 1R   | 2R   | 1R   | 1R   | W    | HF   | W    | 2R   | KF   | HF   | 2R   | 2R   | W    | W    | KF   | KF   | KF   | HF   | –    |      |
| Olympische Spelen    |      |      |      |      |      |      |      |      |      |      |      |      |      |      |      |      |      |      |      |      |      |      |      |      |      |      |
| Olympische Spelen    | g.t. | –    | g.t. | g.t. | g.t. | –    | g.t. | g.t. | g.t. | KF   | g.t. | g.t. | g.t. | HF   | g.t. | g.t. | g.t. | W    | g.t. | g.t. | g.t. | –    | g.t. | g.t. | g.t. |      |
| Statistieken         |      |      |      |      |      |      |      |      |      |      |      |      |      |      |      |      |      |      |      |      |      |      |      |      |      |      |
| Totaal aantal titels | 0    | 0    | 0    | 0    | 0    | 0    | 4    | 7    | 5    | 7    | 5    | 7    | 11   | 5    | 7    | 11   | 8    | 7    | 11   | 10   | 6    | 3    | 2    | 3    | 1    | 1    |
| Eindejaarsranking    | 1197 | 663  | 650  | 161  | 58   | 62   | 22   | 7    | 2    | 4    | 1    | 1    | 1    | 3    | 1    | 1    | 1    | 1    | 1    | 1    | 4    | 5    | 11   |      |      |      |